# Synagoga Talmud Tora Agadol w Salonikach
Synagoga Talmud Tora Agadol w Salonikach – nieistniejąca synagoga znajdująca się w Salonikach, w Grecji. Do 1917 roku była główną i największą synagogą lokalnej wspólnoty żydowskiej.

## Historia
Synagoga została zbudowana w 1520 roku. W XIX wieku kilkakrotnie zniszczona przez pożary. Doszczętnie zniszczona w wyniku pożaru miasta w 1898 roku. W 1899 wraz z utworzeniem nowej dzielnicy żydowskiej w Salonikach powstał plan odbudowy synagogi. Komitet, na czele którego stanął rabin Samuel Simha zebrał 4500 funtów na ten cel. Zbudowano ją w centralnej części miasta w pobliżu mykwy. Budowa trwała 5 lat, uroczyste, ponowne otwarcie synagogi nastąpiło w grudniu 1904 roku. W czasie wielkiego pożaru Salonik w sierpniu 1917 roku, który wyrządził największe szkody w dzielnicy żydowskiej, synagoga uległa zniszczeniu i nie została już odbudowana.

## Architektura
Synagoga nawiązywała swoją konstrukcją do trójnawowych bazylik. Miała 14 metrów wysokości, 38 metrów długości i 24 metrów szerokości. Wewnątrz budynku znajdowały się dwie kolumnady wzdłuż najdłuższej ściany budynku i jedna kolumnada wzdłuż krótszej ściany. Toskańskie kolumny połączono półkolistymi łukami. Łuki w centralnej części kolumnad były podwyższone, co wyodrębniało centralną przestrzeń sali. Okna i wejście miały zakończenie łukowate. Monumentalne wejście było flankowane przez dwie kolumny w stylu korynckim. 
W centralnym punkcie głównej sali modlitewnej znajdowała się bima, wokół niej rozmieszczono w układzie zgodnym z literą П miejsca siedzące. Według relacji świadków wnętrze miało mieć orientalny charakter, co podkreślała bogata ornamentyka parapetów i roślinne motywy dekoracyjne zdobiące Aron ha-kodesz. Ten ostatni był flankowany przez podwójne pół-kolumny w stylu korynckim..